# Luis Quintanar
José Luis de Quintanar y Soto Ruíz (San Juan del Río, Querétaro. 22 de diciembre de 1772-Ciudad de México, 16 de noviembre de 1837) fue un militar realista y político mexicano, personaje clave en los cuartelazos hacia las administraciones de Vicente Guerrero y José María Bocanegra. Tras este último, fue miembro del triunvirato encargado del Poder ejecutivo de México junto con Pedro Vélez y Lucas Alamán en diciembre de 1829.

## Primeros años y formación
«A veinte y cinco de Diziembre de mil setecientos setenta y dos años, baptizè solemnemente a Joseph Luis de tres días nacido en este Pueblo, hijo legítimo de D. Narziso Quintanar y Doña María de Soto, españoles: fue su padrino el B. [Bachiller] D. Joseph Miguel Picazo, y para que conste lo firmé.
Joseph Poza y de D. Antonio Paleros de Reynosa [Rúbricas].
Cabezera [margen derecho] 
Joseph Luis. Sacada [certificación] en 24 mes septiembre de 1808 [margen izquierdo]»
Acta de bautizo de Luis de Quintanar, 25 de diciembre de 1772.

Nació el 22 de diciembre de 1772 en San Juan del Río, Querétaro. Fue el cuarto de los ocho hijos – Vicente (1765), María Manuela (1767), Catarina (1770), María Josefa (1775), Gabriel (1778), María Ignacia (1781) y José Juan (1783) – del Capitán José Narciso de Quintanar Pérez-Bocanegra (1741-1802) y María Josefa Soto Ruiz (1742-1786), españoles. Solo cinco hijos de la familia Quintanar alcanzaron la edad adulta, incluyendo al general Luis de Quintanar.
Su infancia y juventud transcurrieron entre su casa del barrio de San Marcos y la hacienda familiar La Cueva, ambas situadas en San Juan del Río. Su madre murió el 9 de octubre de 1786 y cuatro años más tarde, el 13 de febrero de 1790 su padre contrae matrimonio con la viuda Vicenta Casimira Villagrán. Luis de Quintanar sentía atracción hacia la carrera de las armas, puesto que su padre lo era y su abuelo lo había sido, y decidió formarse como tal desde los quince años de edad.

## Carrera militar
Desde muy joven decide seguir la carrera militar. Como hijo de hacendado y al estar acostumbrado a andar a caballo, escogió el Regimiento de Caballería de Querétaro, integrado por milicias provinciales disciplinadas. En 1801, Quintanar se enroló como teniente del Regimiento de Dragones Provinciales de Querétaro. Sin embargo, comenzó a ascender militarmente hasta los treinta años. Quintanar era un gran jinete, incluso llegó a figurar entre los mejores picadores mexicanos en las corridas de toros, hasta el punto que Agustín de Iturbide le encargó elaborar el primer reglamento taurino del país. Realista, forjó toda su carrera militar bajo las órdenes de la Corona española, donde alcanzó el rango de general de brigada. Quintanar comenzó a ascender en lo militar y a ocupar diversos cargos;
- En 1812 recibe el nombramiento de juez principal de la Acordada. Entonces, era capitán del Regimiento de Dragones de Querétaro y teniente coronel graduado.
- En 1813 queda al mando de las tropas de Nueva Galicia que ayudaron a Iturbide a evitar la reunión que los hermanos López Rayón querían efectuar en Pénjamo. Intervino en la famosa batalla de las Lomas de Santa María, cerca de Valladolid, el 23 de diciembre de 1813.
- El 16 de febrero de 1814 es nombrado comandante y luego teniente coronel al mando de la 4.ª División del ejército a las órdenes del mariscal de campo José de la Cruz, en la provincia de Nueva Galicia.
- El 10 de abril de 1814 es ascendido a coronel.
- En 1819 es designado comandante militar del distrito de Pénjamo. Después es transferido a Valladolid.
- Quintanar participó en la última acción del ejército realista contra los insurgentes en el cerro de La Goleta, cercano a Sultepec y Taxco.

Combatió la causa insurgente hasta el año de 1821, cuando se afilió al Plan de Iguala. Por su labor y valentía, fue ascendido a general de división. Apoyó la coronación de Agustín de Iturbide como emperador de México. quien en gratificación por sus servicios lo nombró jefe político de Jalisco, cargo que desempeñó de 1822 a 1824. Junto con Anastasio Bustamante, Quintanar proclamó en Jalisco el régimen federal con la intención de facilitar el regreso de Iturbide una vez que este salió exiliado a Europa tras el declive de su imperio.
El 22 de enero de 1822 fue elegido diputado en representación de San Juan del Río en el Congreso Constituyente, renunció a su posición a fines de 1823. El general Anastasio Bustamante, gran amigo de Quintanar, fue nombrado comandante militar del estado. El año de 1822 estuvo lleno de eventos importantes para Quintanar:
- Fue capitán general y jefe superior político de México.
- El 18 de marzo pidió permiso a Iturbide para casarse con Luisa Garay, lo cual hizo a fines de ese mes. Tuvieron dos hijos.
- El 1 de abril recibe el nombramiento de Capitán General de Guadalajara.
- El 20 de octubre Iturbide lo nombra jefe político superior de la provincia de Nueva Galicia.

Más tarde es destituido como comandante militar de Nueva Galicia, por sospechas de conspiración a favor del régimen de Iturbide. El comando se le otorgó al general José Joaquín de Herrera. En Guadalajara, la delegación provincial declaró a la intendencia de Nueva Galicia como el estado libre y soberano de Jalisco. Cuando el general Herrera llegó a Guadalajara para hacerse cargo del mando militar, fue incapaz de hacerlo. Guanajuato y Querétaro adoptaron también la posición de Jalisco, por lo cual Herrera hubo de regresar a la Ciudad de México.

## Carrera política

### Gobernador de Jalisco
En 1824 el Congreso Constituyente se reunió y señalaron los límites de los nuevos estados. Se separó Colima de Jalisco con la intención de crear un nuevo puerto en el Pacífico para rivalizar con el de Acapulco, pero en realidad el propósito principal era debilitar la posición política de Quintanar. La legislatura de Jalisco eligió a Luis Quintanar primer gobernador del estado del 20 de octubre de 1822 al 17 de junio de 1824. Durante su administración, él promulgó el decreto del Congreso sobre la liberación de todos los esclavos en el estado el 20 de enero de 1824. 

### Presidencia (1829)
Secundó el cuartelazo militar del 23 de diciembre de 1829 desconociendo a Vicente Guerrero, y a la salida de éste de la capital, Quintanar dirigió un cuartelazo obligando a José María Bocanegra, presidente interino, a renunciar. Pronto, Quintanar organizó el gobierno, decidiendo esperar la llegada de Anastasio Bustamante; formó un triunvirato integrado por él, el presidente de la Suprema Corte de Justicia Pedro Vélez y el político e historiador Lucas Alamán. Gobernaron hasta el 31 de diciembre de 1829, fecha en la que Bustamante hizo su entrada en la Ciudad de México y los relevó del poder.

## Años posteriores y muerte
En gratificación y compensación por sus servicios, el nuevo presidente y además amigo Anastasio Bustamante lo nombró presidente del Supremo Tribunal de Guerra. Luis de Quintanar murió en la Ciudad de México el 16 de noviembre de 1837, al poco tiempo de haber cumplido 64 años de edad. Sus restos fueron sepultados con honores militares completos, en el antiguo panteón de Los Ángeles en la capital. Cuando este cerró, la ubicación de su tumba se perdió para siempre.